# Semicytherura inconspicua
Semicytherura inconspicua är en kräftdjursart som först beskrevs av Walter Klie 1934.  Semicytherura inconspicua ingår i släktet Semicytherura, och familjen Cytheruridae. Arten är reproducerande i Sverige.